# Davidszitadelle

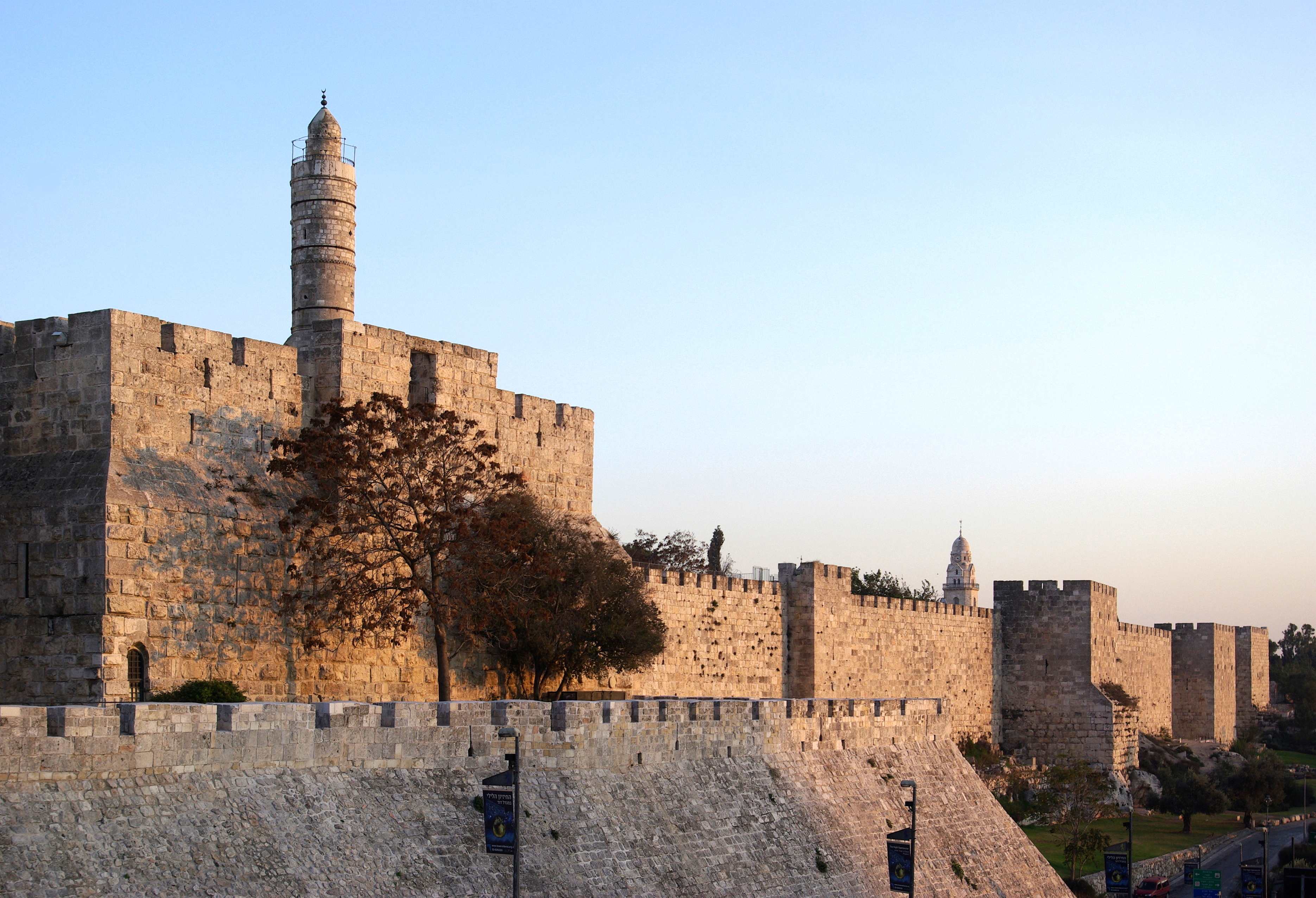
Die Zitadelle von Nordwesten

Die Zitadelle am westlichen Rand der Altstadt

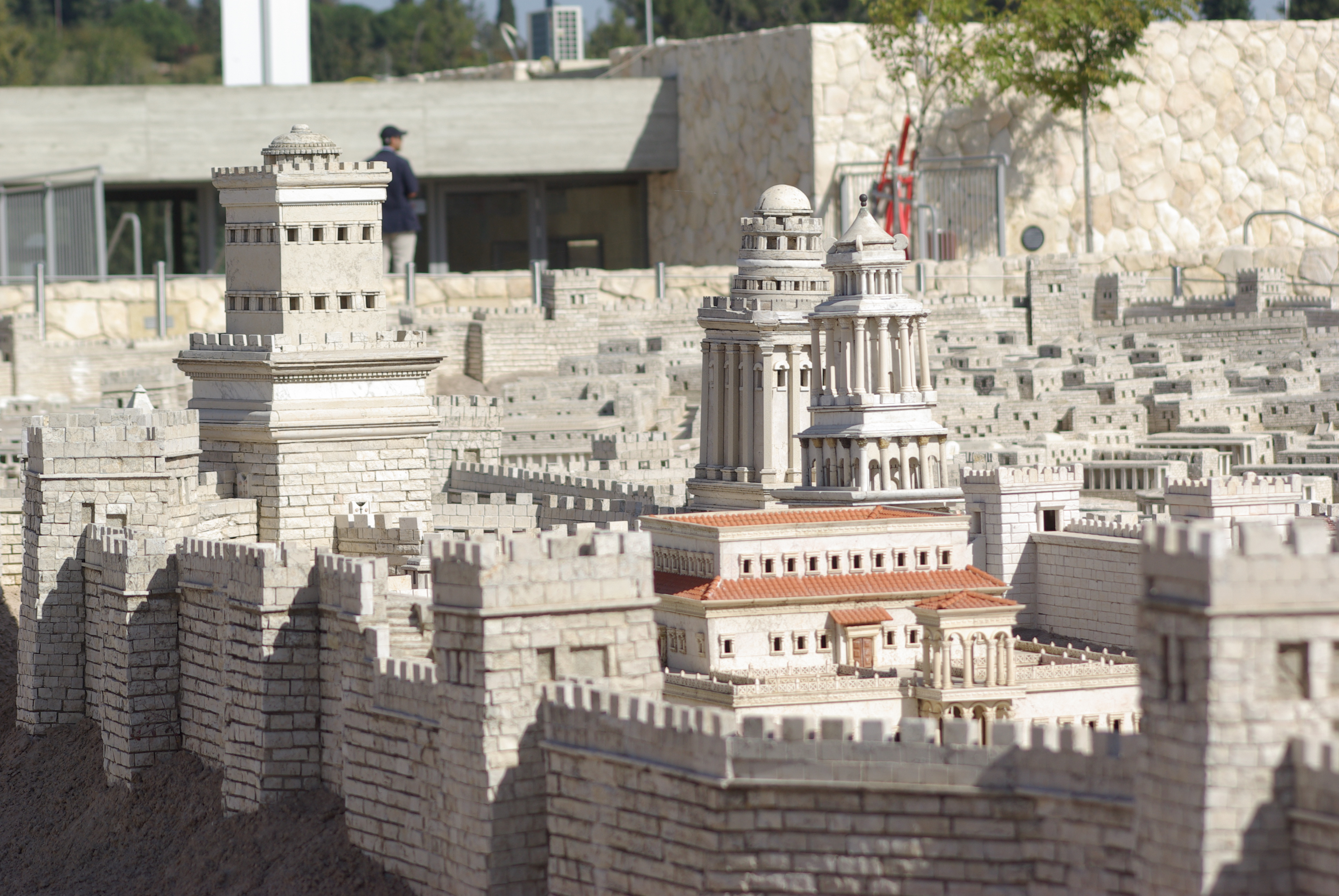
Der Turm Phasael rechts im Modell des Palastes des Herodes

Die Davidszitadelle (hebräisch מגדל דוד Migdal David) ist eine Festung in der Altstadt Jerusalems neben dem Jaffator. Nach umfassender archäologischer Erfassung und anschließender Renovierung des Baubestandes eröffnete darin im April 1989 das Museum zur Stadtgeschichte Jerusalems.

## Geschichte
Im Jahr 24 v. Chr. ließ Herodes der Große auf dem westlichen Hügel Jerusalems auf den Grundmauern einer älteren Anlage eine Festung mit drei massiven Verteidigungstürmen (Hippicus, Phasael und Mariamne) errichten, um die Westseite der Stadt zu sichern. Die Festung diente als Bastion des westlichen Stadttors und des angrenzenden Herodespalastes in der neu errichteten Oberstadt. Als die Römer nach dem Jüdischen Krieg – in dessen Verlauf auch der Herodianische Tempel zerstört wurde – die Stadt schleiften, ließen sie diese drei Türme als Erinnerung an Jerusalems vormalige Größe stehen. In byzantinischer Zeit wurden zwei der Türme zerstört, der Sockel des Dritten ist bis heute am Jaffator zu sehen. Als Süleyman der Prächtige im 16. Jahrhundert eine Altstadtmauer erbauen ließ, kam auch eine Zitadelle dazu. Diese erhielt 1665 auch ein Minarett, das heute Davidsturm heißt.
Trotz des Namens Davidszitadelle besteht kein Bezug zum biblischen König David. Die Namensgebung beruht auf einem Irrtum: In byzantinischer Zeit wurde aus den Aufzeichnungen des römisch-jüdischen Historikers Flavius Josephus fälschlicherweise geschlossen, das alttestamentliche Jerusalem habe auf dem westlichen Hügel – auf dem heute die Zitadelle steht – gelegen und der Turm Phasael so in Zusammenhang mit König David gebracht. Tatsächlich befand sich die Davidsstadt südlich des Tempelbergs und des Bergs Ophel. Die Muslime, die Jerusalem 637 eroberten, übernahmen die falsche Zuordnung und gaben dem Phasael den Namen Mihrab des Propheten David. Westliche Reisende, die Jerusalem im 19. Jahrhundert auf der Suche nach biblischen Spuren besuchten, glaubten – wiederum irrtümlich – in einem der Zitadelle im 17. Jahrhundert hinzugefügten Minarett besagten Davidsturm zu erkennen und übertrugen so den früheren Irrtum von Phasael auf eine osmanische Moschee.
Nach der Einnahme der Altstadt Jerusalems und nördlicher und östlicher Vororte durch die jordanische Arabische Legion im Krieg um Israels Unabhängigkeit wurde die Zitadelle ein Militärlager der Legion. Im Hof waren Baracken und Unterstände ohne jede moderne Annehmlichkeit wie sanitäre Anlagen oder Strom errichtet worden und blieben so bis zum Sechstagekrieg.

## Museum der Stadtgeschichte Jerusalems
Bevor entschieden wurde, wie die Zitadelle künftig genutzt würde, unterzogen die Archäologen Ruth Amiran, Avi Eitan, Hillel Geva, Rina Siwan und Giora Solar den Bau durch Grabungen und bauliche Untersuchungen einer genauen Erforschung. Dabei kamen reiche Spuren der Epochen von der Zeit des Ersten Tempels bis zur Ära Suleimans I. zu Tage. Die Frage war, ob Jerusalem ein weiteres Museum brauche und die Zitadelle sich als Museum eigne. Einen Ideenentwurf zum Museum erstellten Ori Abramson, Talli Ornan und Jeschajahu Weinberg bis Ende 1984 und reichten ihn bei der Stadt ein, die ihn im folgenden Jahr bewilligte.

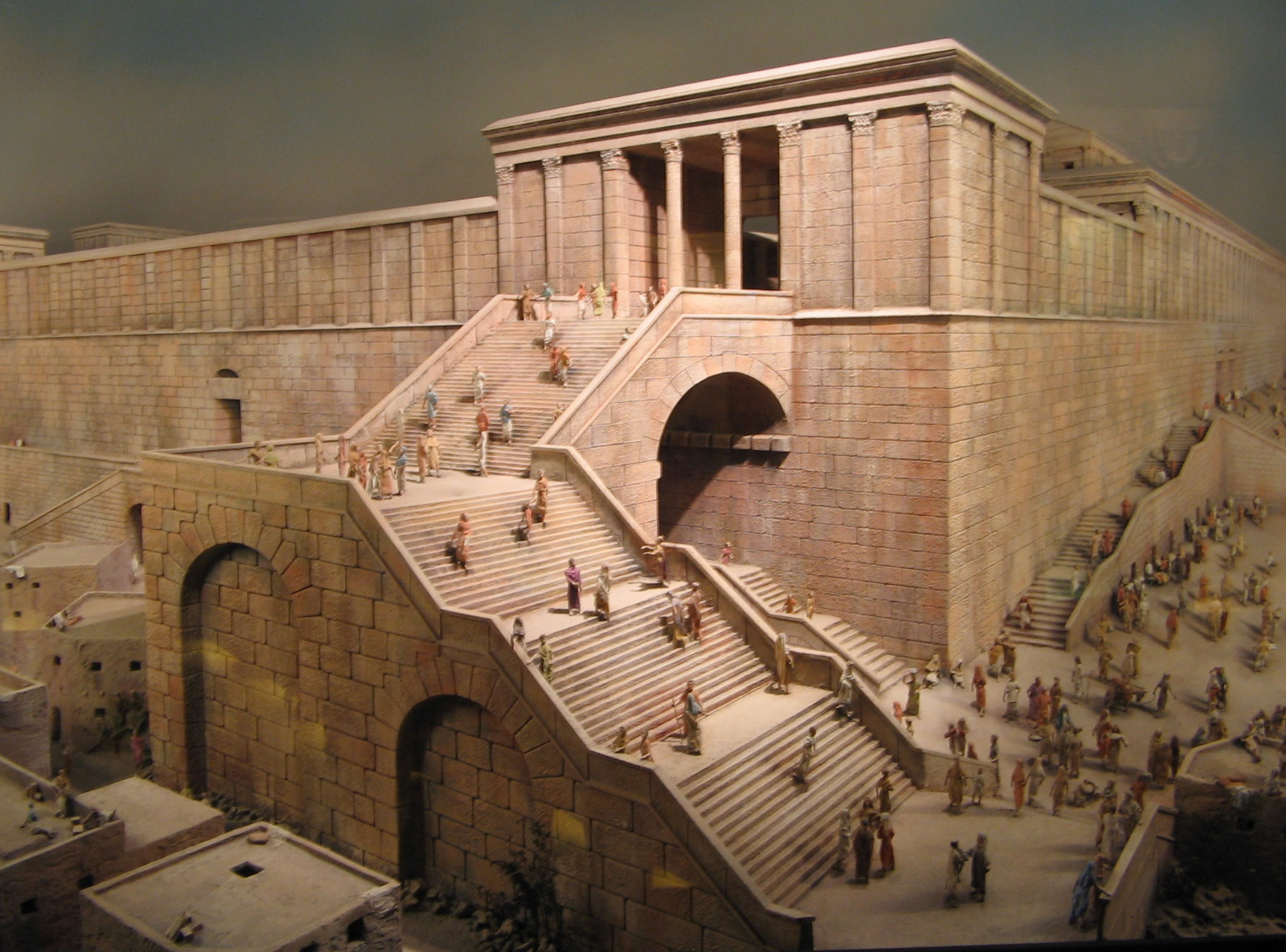
Diorama mit Rekonstruktion des Jerusalemer Tempels

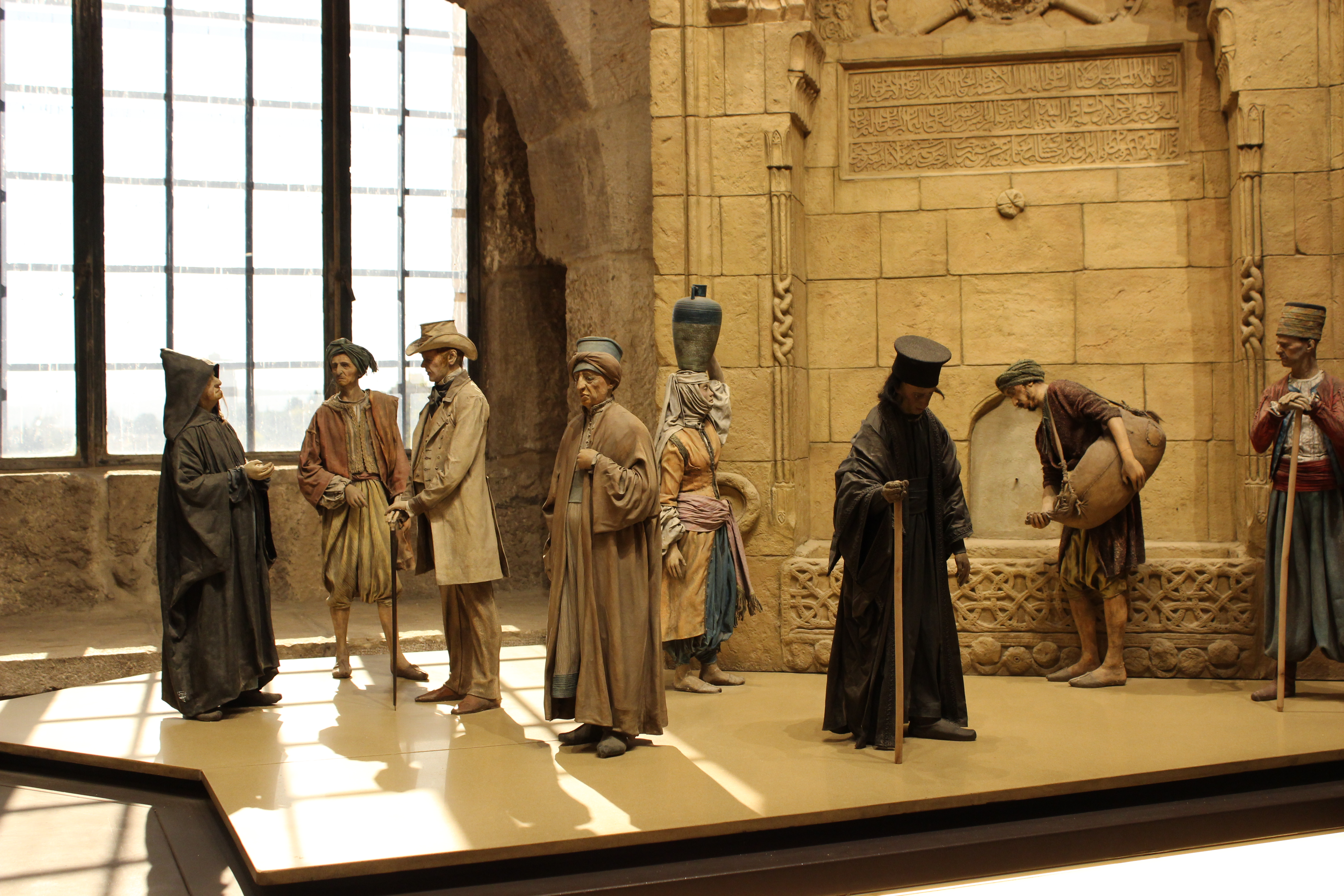
Puppen stellen Menschen im Jerusalemer Stadtbild des 19. Jahrhunderts dar

Das Museum entstand ohne eigene Sammlung, sondern nutzte Exponate aus anderen Museen der Stadt, Medien, Modelle, Rekonstruktionen und Repliken, um die Geschichte der Stadt zu vermitteln. Sie wird als historisches Kontinuum dargeboten, wobei die Ausstellung – in acht Epochenräume gegliedert – jeweils über die wichtigsten Ereignisse der Epochen unterrichtet. Dem Konzept gemäß birst das Museum nicht vor Exponaten, die mit der Geschichte der Stadt verknüpft sind, deren Bedeutung sich jedoch nur Eingeweihten erschließt. Es richtet sich stattdessen auch an Besucher ohne besondere Vorkenntnisse.
Es schien problematisch, die Zitadelle, die an sich eine Sehenswürdigkeit darstellt, als Museum der Stadtgeschichte zu nutzen, was die Betrachter vom eigentlichen Bau oder umgekehrtenfalls von der Ausstellung ablenken könnte. Die Nutzung als Museum greift nicht in die Substanz des durch Grabungen und Renovierung erschlossenen und gesicherten Zitadellenbaues ein. Nur vorhandene Räume werden genutzt, keine Neubauten hinzugefügt. Aufgrund des Verzichts auf Anbauten standen anfangs lediglich 634 Quadratmeter Ausstellungsfläche zur Verfügung, also durchschnittlich nur rund 80 Quadratmeter für jede der acht Epochen. Exponate, Schau- und Texttafeln wie Projektionsflächen sind daher oft in die Mitte der Räume gezogen, um die Wände der Zitadelle als eigenständiges Objekt nicht zu verdecken.

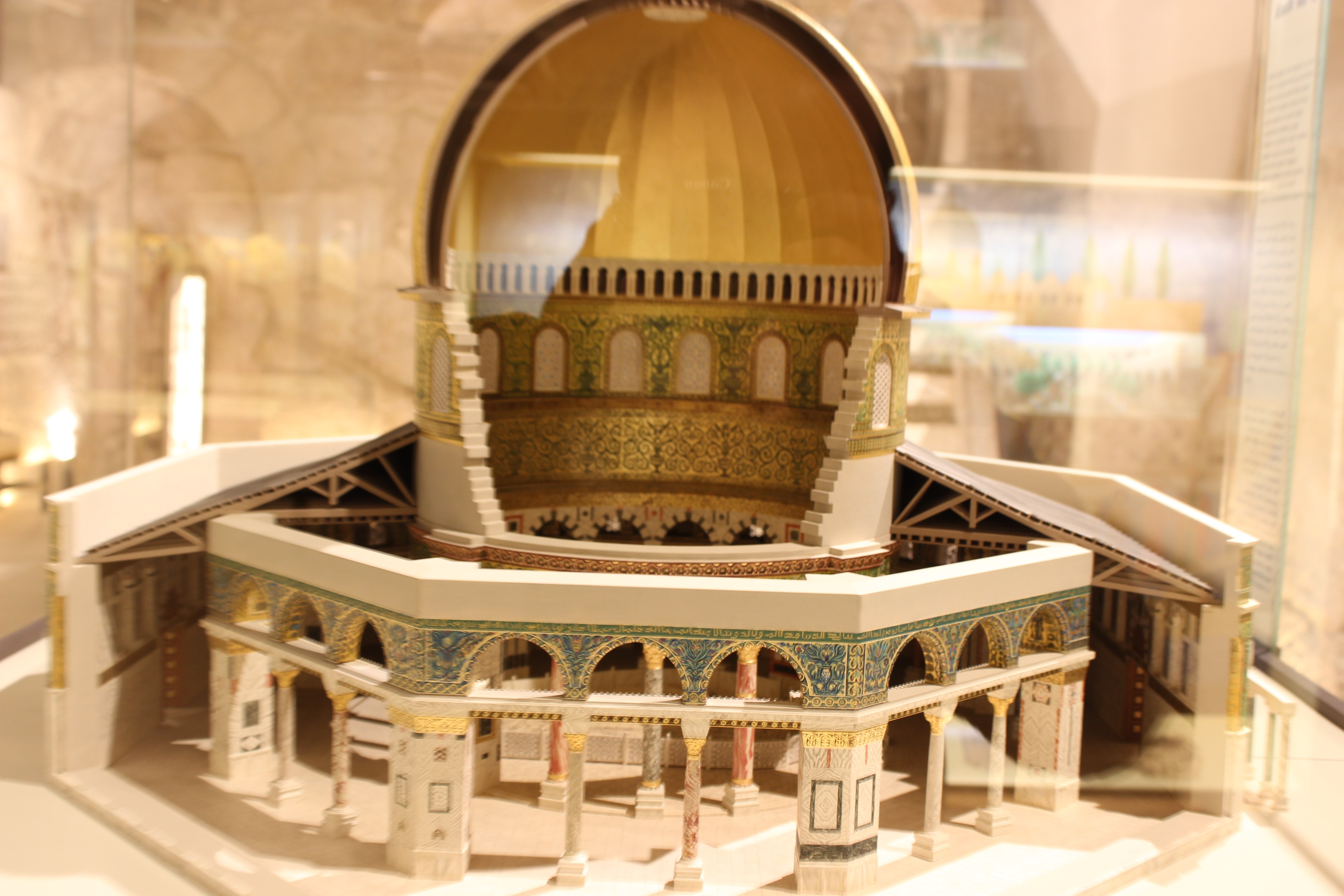
Modell des Felsendoms, Baustand zur Zeit der Erbauung

Die Schau arbeitet die Bedeutung Jerusalems für die drei monotheistischen Religionen (Judentum, Christentum und Islam) heraus und legt einen Fokus auf Jerusalems einzigartige Bedeutung im Leben von Juden durch die Epochen.
Zum Museum gehören eine pädagogische Abteilung, die Seminare und Kurse anbietet, ein Informationszentrum zur Geschichte Jerusalems und Veranstaltungsräume, die zu verschiedenen Anlässen genutzt werden können. Zudem dient ein Raum wechselnden Ausstellungen. Die Museumspädagogik geht auf unterschiedliche Bedürfnisse der Besucher ein: Kinder oder Jugendliche beim Schulausflug, Soldaten im Bildungsprogramm, Einheimische, Touristen, Neubürger, Akademiker, Stadtführer oder Heimatforscher und -kundelehrer.
Seit dem Frühjahr 2020 ist das Museum geschlossen. Es soll bis zum Jahr 2022 renoviert und die Ausstellung erweitert werden.
Neben der Festung und vom Eingang des Museums aus begehbar liegt die Kishle, ein ehemaliges Internierungslager der Stadtwache, die heute von der israelischen Polizei genutzt wird. Vom Dach der Kishle aus ist die Stadtmauer Jerusalems bis über das Zionstor begehbar. Der Mauerweg bietet mit Tafeln eine didaktisch gut präsentierte Darstellung der die Stadtgeschichte betreffenden Ereignisse der Geschichte Israels (u. a. über die Teilung Jerusalems zwischen Israel und Jordanien).